# Premier-lieutenant (Suisse)
 (juillet 2021).
Si vous disposez d'ouvrages ou d'articles de référence ou si vous connaissez des sites web de qualité traitant du thème abordé ici, merci de compléter l'article en donnant les références utiles à sa vérifiabilité et en les liant à la section « Notes et références ».
Pour les articles homonymes, voir Premier-lieutenant.

Insigne du grade de premier-lieutenant de l'armée suisse

Le grade de premier-lieutenant (en allemand Oberleutnant) est le second grade des officiers de l'armée suisse. Il est situé entre les grades de lieutenant et de capitaine. Lieutenant et premier-lieutenant constituent les officiers subalternes de l'armée suisse. Il n'y a de facto pas de différences entre les deux grades du point de vue de la fonction de chef de section. Le premier-lieutenant est plus expérimenté que le lieutenant.  
Le premier-lieutenant, tout comme le lieutenant, a en principe la fonction de chef de section (20 à 40 hommes) ou d'officier de compagnie (aide du commandant de compagnie). Le remplaçant du commandant de compagnie est en principe premier-lieutenant. Dans le cadre spécifique d'une école de recrues, c'est-à-dire la formation de base des soldats, la compagnie est commandée par un premier-lieutenant qui effectue son stage de formation à la fonction de commandant d'unité. Celui-ci sera ensuite promu au grade de capitaine et affecté en tant que commandant d'une unité régulière.  
Depuis 2018, le grade de premier-lieutenant est décerné après l'obtention du grade de lieutenant et au minimum l'accomplissement de 3 cours de répétition ou de 70 jours de service d'instruction des formations en service long (SIF mil SL), respectivement jusqu'à l'accomplissement de 6 cours de répétition ou de 140 jours de SIF mil SL. 
Le grade suisse de premier-lieutenant correspond à celui de lieutenant de l'armée française et de first lieutenant de l'armée US (code OTAN : OF-1). Le grade suisse de lieutenant correspond, quant à lui, au grade de sous-lieutenant de l'armée française et de second lieutenant de l'armée US.
L'insigne de grade de premier-lieutenant est représenté par deux galons fins, alors que le lieutenant n'en a qu'un seul. Ces galons fins (barrettes) sont surnommés « spaghettis » et sont portés par les grades de lieutenant à capitaine. Les galons larges des officiers supérieurs, portés par les grades de major à colonel, sont appelés « nouilles ».
Le nombre de jours de service que doit effectuer un officier subalterne a varié au fil du temps :  
- Armée 95 (1995 à 2003) : 770 jours, libération de l'obligation de servir à l'âge de 50 ans; 
- Armée XXI (2004-2017) : 600 jours, libération de l'obligations de servir à l'âge de 36 ans; 
- Développement de l'armée ("DEVA", avec promotion après le 1er janvier 2018):  680 jours pour les militaires avec cours de répétition, 668 jours pour les militaires en service long, 715 jours pour les grenadiers et éclaireurs parachutistes (la formation des Forces spéciales est plus longue); 
L'article 95 de l'Ordonnance sur les obligations militaires indique que les militaires qui ont été libérés de leurs obligations militaires peuvent continuer à porter leur dernier grade avec la mention «libéré du service» ou «lib».